# 大逃出 (第三季)
《大逃出3》（： Daetalchul3）是韓國tvN的密室逃脫綜藝節目，由曾打造《The Genius》、《Society Game》等燒腦綜藝的鄭中淵PD和幕後團隊製作，節目成員包括姜鎬童，金鐘旼，金東炫，神童，柳炳宰和P.O等人。出演者要在節目組製作的超大型密室中，藉破解房間裡的線索逐步開啟新的空間，最終逃出密室。

## 節目成員
| 姓名（藝名）   | 姓名（藝名） | 出生日期       | 職業                     | 別名/特長                                                       |
| 漢字           | 諺文         | 出生日期       | 職業                     | 別名/特長                                                       |
| 姜鎬童         |              | 1970年6月11日  | 主持人、喜劇演員         | 擅長用力氣解決問題，主張一切東西都是線索的理論                  |
| 金鍾旼         |              | 1979年9月24日  | 歌手（高耀太成員）       | 擅長發現物件或線索因此被稱作金發現                              |
| 金東炫         |              | 1981年11月17日 | 綜合格鬥選手             | 膽小但擁有非一般的動態視力及反射神經                            |
| 申東熙（神童） | （）         | 1985年9月28日  | 歌手（Super Junior成員） | 擅長推理分析線索,不用鑰匙解鎖,以及操作電子設備,但非常膽小及怕黑 |
| 柳炳宰         |              | 1988年5月6日   | 演員、節目作家           | 擅長整理線索及算術                                              |
| 表志勳（P.O）  | （）         | 1993年2月2日   | 歌手（Block B成員）      | 擅長輔助及照顧哥哥們                                            |

## 節目形式
每期進行逃出挑戰前，成員先在車上集合。自第一季第三集起，節目組會因應上一期各成員的表現指派該期隊長，隊長會獲發臂章，但第二季開始則再沒有隊長制。其後成員會戴上眼罩，由工作人員帶領進入大型密室中的房間，成員在完成節目組的指令後才可除下眼罩。在每次挑戰中，成員需運用房間內的線索逐步探索各個空間，逃出並沒有時限，直至全員逃出密室為止。
每次挑戰均設有不同主題，成員會在探索期間從線索得知背景故事的來龍去脈。除了尋找線索及破解機關外，成員或需與工作人員扮演的故事角色互動（如幫助角色尋找物件、帶領角色逃走等），才可成功逃出密室。

## 節目列表
場景名稱以節目導演版特輯為準
| 集數   | 播出日期      | 場景 （實際地點）     | 內容 | 結果                                        |
| 1      | 2020年3月1日  | 時光機研究所          | 內容 - 全員進入房間後開場。 - 全員發現機器內有人，而且被繩子綑綁。P.O發現掉在地上的杯子。P.O在桌子上的花瓶裡發現鑰匙，但因鑰匙和抽屜鑰匙孔都已生鏽而無法開啟抽屜。神童發現牆上的六幅肖像畫裡，人物眼白的方向跟數子鍵盤有關聯性，進而得知時光機的密碼為「954125」，成功打開時光機。柳炳宰在時光機裡的紙條發現需要找到燃料桶才能運行時光機，金鍾旼在桌上發現時光機和燃料桶的設計圖，金東炫和神童利用TM-000設計圖找到燃料桶。（全員從2020年01月20日→1990年02月20日） - P.O從花瓶拿出未生鏽的鑰匙，打開抽屜發現旅行日誌、存摺及紙箱等等。柳炳宰不小心把保險櫃的門給關上。（全員從1990年02月20日→1987年07月18日） - P.O發現桌上的時鐘即為「NO.1時鐘」，姜鎬童把時鐘貼在抽屜下，為了能在使用時光機後準確地知道當時的時間。（全員從1987年07月18日→1990年01月20日） - 柳炳宰在抽屜裡發現旅行日誌，姜鎬童在抽屜下發現貼著的時鐘，得知當時的時間為1990年01月20日。神童發現日誌裡的卡片和名片，並得知保險櫃的密碼為「附寄的卡片+"00"」，金東炫把卡片放到秤上得出"附寄的卡片"的意思為"卡片的重量"，成功打開保險櫃，並得到四桶燃料桶。（全員從1990年01月20日→0000年00月00日） | 結果 全員逃脫成功 總耗時為6小時以後。       |
| 2      | 2020年3月8日  | 時光機研究所          | 內容 - ????年??月??日的空間裡都是石頭，成員猜測可能去到原始時代。（全員從????年??月??日→2020年01月21日） - P.O發現原本在TM-000裡的博士消失了，柳炳宰推測博士應為因為未在12小時內回到原本的時間而蒸發。P.O發現櫃子裡的衣架，全員利用衣架把博士的項鍊從TM-000裡勾出來。金東炫在書架上發現一本假書，打開封面裡面為保險箱，輸入「938」後發現信和照片。（全員從2020年1月21日→1985年1月20日） - 金鍾旼發現時光機的開關和信裡歌詞的字數是相同的，金東炫在布穀鳥鐘中發現項鍊。（全員從1985年1月20日→2030年1月20日） - 全員來到未來公司，柳炳宰發現展示櫃裡的燃料桶，全員打開展示櫃，警報器響起，P.O順勢拿走燃料桶。（全員從2030年1月20日→1990年2月3日） - P.O在TM-000相同的地方發現燃料桶。全員打開電視，發現電視連接著攝影機，倒轉後影片自動撥放，得知後方書櫃其實是暗門裡面還有其他空間。金東炫發現書櫃的隙縫其實可以拉開，裡面放著算盤，柳炳宰利用計算機算出根號2得知書櫃密碼，書櫃向後退出現另一個空間。（全員從1990年2月3日→1988年12月1日） - P.O在博士的衣服裡發現「能回到原本時間的代碼」，金東炫利用代碼上的提示和歌詞推測出原本時代的代碼。（全員從1988年12月1日→2020年1月20日） - 神童發現桌上的明信片，柳炳宰發現只有一張明信片貼著郵票，私下後發現貼郵票的位置寫著小字，金鍾旼求出密碼為杯子上的「TIME is GOLD」。（全員從2020年1月20日→出口逃脫成功） | 結果 全員逃脫成功 總耗時為6小時以後。       |
| 3      | 2020年3月15日 | 喪屍工場              | 內容 - 全員進入到房間後開場。 - 姜鎬童被製作組戴上項鍊。全員打開布袋發現裡面的屍體，姜鎬童發現口袋裡的鑰匙。全員組合好木梯。（全員從1樓倉庫→2樓走廊→2樓辦公室） - 神童關上門發現掛在牆上的廁所鑰匙，柳炳宰在抽屜裡發現信封。（全員從2樓辦公室→2樓走廊） - 神童、柳炳宰認為衛生紙下的鐵桿應是自動壓桿，姜鎬童往下壓壓桿後廁所往下降到達一樓。金鍾旼、P.O拉開黑色布幕發現被關著的殭屍。全員被恐怖分子發現。（全員從1樓→待機室） - 神童發現報紙後方的平面圖，和工廠平面圖對上後，得出工廠裡五把鑰匙的位置。（全員從待機室→喪屍迷宮） | 結果 全員逃脫成功 總耗時為7小時10分鐘以後。 |
| 4      | 2020年3月22日 | 喪屍工場              | 內容 - 姜鎬童打開門全員獲得第一把鑰匙。進到小空間裡P.O衝進去拿到放在地上的第二把鑰匙。全員吸引一邊的喪屍，柳炳宰趁機跑到喪屍後方拿到第三把鑰匙。P.O發出聲音吸引喪屍，柳炳宰趁機開門獲得第四把鑰匙。神童進到喪屍群裡獲得第五把鑰匙。全員打開鐵櫃發現裡面是其他房間。（全員從喪屍迷宮→研究室） - P.O打開鐵櫃裡面衝出一個人，全員在他的口中發現跟姜鎬童一模一樣的項鍊。柳炳宰解出其手上的提示，得知密碼為「6814」。（全員從研究室→保安室） - 金鍾旼發現地板上被蓋住的保險櫃，裡面裝著可以防止被喪屍認出的服裝。（全員從保安室→研究室） - 恐怖份子到達後，神童按下普通燈光，使喪屍攻擊恐怖份子，神童在具京道身上發現門口鑰匙。（全員從研究室→出口逃脫成功） | 結果 全員逃脫成功 總耗時為7小時10分鐘以後。 |
| 5      | 2020年3月29日 | 黑暗別墅              | 內容 - 全員進入到房間後開場。 - 姜鎬童發現墻上的「十長生」畫作。全員利用更衣室裡的毛線一個接著一個綁住，姜鎬童打開門。（全員從更衣室→人體模特室） - 金鍾旼從人體模特口袋中發現一樣奇怪的東西，金東炫發現有個人體模特會動。金鍾旼發現原本有15個的人體模特變成只有14個。（全員從人體模特室→更衣室） - 柳炳宰發現拼圖上面的圖案為篆體字，全員再次外出尋找拼圖。全員由不同的人體模特衣服裡發現拼圖。柳炳宰發現仍欠缺一塊拼圖。全員再次搜索人體模特房間並沒有任何發現，全員帶同「十長生」畫作離開。（全員從更衣室→人體模特室→更衣室→人體模特室） - 姜鎬童打開另一道門，發現有個用熒光字刻的字盤。金鍾旼發現走廊深處有一個類似人形的輪廓，上前發現人形消失。柳炳宰開門，全員進入房間，姜鎬童關上門，燈光開啟。（全員從人體模特室→走廊→書房） - 金鍾旼從書包發現神秘同好會「鬼愛會」的T恤。柳炳宰讀出紙上的內容，發現此別墅可能是一個窯，由天馬少爺為一個宗教而建立。該宗教的吉祥物乃是松，竹，虎。柳炳宰解出報章上的拼圖，金鍾旼發現暗號文字表有這個字。 - 神童，P.O，柳炳宰背下「十長生」畫作的順序，準備前往更衣室查看「十長生」畫作後面的壁紙。關燈後，金東炫發現書櫃上有本書發出熒光顏色。神童翻動書頁發現右上角有灰色圓點，全員翻看後發現是暗號文字表上的山。（神童，P.O，柳炳宰從書房→走廊→人體模特室） - 柳炳宰發現取出松樹的畫作後，後面的壁紙有異樣，戳穿後發現四個框架鑰匙（神童，P.O，柳炳宰從人體模特室→走廊→書房，全員從書房→廚房） - 神童發現桌上有磁石，推測可以借用磁石組成一些字母。 | 結果 全員逃脫成功 總耗時為7小時以後。       |
| 6      | 2020年4月5日  | 黑暗別墅              | 內容 - 柳炳宰發現本應該裝泡菜的盒子裡面裝著磁石，全員用光磁石後金東炫發現該字是「品」。P.O，姜鎬童認為出現女鬼的樓梯可能有線索，姜鎬童在玻璃墻上找到鑰匙。（全員從廚房→客廳） - 全員聽到一把女人的聲音。（全員從客廳→臥室） - P.O發現畫框裡的紙上有發光的字體。柳炳宰發現頂點的四個字母碎片可以組成「殺」字。姜鎬童揭開布發現金庫，金鍾旼指出蠟燭上有字，拿走蠟燭後壁櫥開啟並露出密室。柳炳宰打開抽屜發現精神病院出現過的圍棋以及各種信件，發現張圍棋居然是天馬少爺，並透過通信費告知書中張圍棋的電話號碼打開金庫。 - 金鍾旼認為桌墊布下應該有物件，全員揭開桌子和桌墊布後發現蓋子的把手，打開後發現框架鑰匙。全員聽見密室傳來呼喚聲音。（全員從臥室→密室） - 冤魂借用雨滴聲音提示全員，金鍾旼發現講台上的字正是「雨」。（全員從密室→臥室） - 神童發現紅外線攝影機有前一天的影片，由於影片中字符被遮擋住，因此姜鎬童認為應該到客廳尋找線索。（全員從臥室→客廳） - 姜鎬童發現櫃子裡的小孩靈魂消失，留下一個字「乳」。全員插上框架鑰匙，第二道門開啟。（全員從客廳→臥室→客廳→走廊→密室） - 全員得到從冤魂而來的紙條和忠告，柳炳宰得出密碼為2741。（全員從密室→地下停車場） - 全員製定注意事項。全員在竹子花盆找到框架鑰匙。姜鎬童鎖好所有門。神童更換地暖室密碼為0301。（全員從地下停車場→地暖室） - 六人分成四組行動。 - 姜鎬童、金東炫守好大門以免天馬少爺有其他方法進入地暖室 - 神童負責用紅外線攝影機拍攝 - 柳炳宰、P.O負責取下符咒 - 金鍾旼負責支援，神童的同伴，傳令 - 燈光關閉，天馬少爺接近地暖室，發現門開不了，柳炳宰取下符咒，釋放一千名冤魂，天馬少爺死亡，燈光開啟。（全員從地暖室→地下停車場） - 全員發現已死亡的天馬少爺，金鍾旼認為他身上可能刻有出去需要的字符，柳炳宰拉開衣袖發現「天馬永生」四字。全員插上框架鑰匙，大門開啟。（全員從地下停車場→出口逃脫成功） | 結果 全員逃脫成功 總耗時為7小時以後。       |
| 特輯   | 2020年4月12日 | 歷年最佳逃出場景TOP50 | 歷年最佳逃出場景TOP50 | 歷年最佳逃出場景TOP50                       |
| 7      | 2020年5月3日  | 峨嵯樂園              | 內容 - 全員分成兩組進入不同房間後開場。 - 神童、金東炫於倉庫中發現沾血的相機包，數個舊款手機，後來兩人在倉庫的娃娃堆中發現前來調查遊樂園7人失蹤案件的記者的屍體。 - 金鍾旼發現門上有密碼鎖，柳炳宰發現中間的字母的痕跡消失，姜鎬童輸入密碼成功開門，進入房間後發現第8位失蹤者的監視畫面，柳炳宰在菸盒後方發現小賣部出口的鑰匙。 - 金鍾旼發現衣櫃後方隱藏的門，柳炳宰、姜鎬童、金鍾旼、P.O使用鑰匙從小賣部逃脫。神童發現倉庫門的鑰匙，神童、金東炫從倉庫逃脫。(柳炳宰、姜鎬童、金鍾旼、P.O從小賣部→倉庫與神童、金東炫會合) - 柳炳宰於警車後車箱發現姜警官的屍體。 - 兩批人馬各自分享獲得的失蹤案件情報，依照地圖上1~7號的順序陸續發現7位失蹤者的屍體。 | 結果 全員逃脫成功 總耗時為7小時以後。       |
| 8      | 2020年5月10日 | 峨嵯樂園              | 內容 - 依照死者留下的訊息，拼湊出兇手的真實身分為一名女警。 - 依照牆上的文字，得出密碼後成功救出第8位失蹤者，出口逃脫成功。 | 結果 全員逃脫成功 總耗時為7小時以後。       |
| 9      | 2020年5月17日 | 麵包工廠              | 內容 - 全員進入麵包工廠，戴上鎖定裝置頸圈後開場。 - 外國人特務塞紙條給成員，告知他的夥伴被抓到工廠的某處，如果成員協助完成他們未完成的任務，將可安全的逃脫。 - 柳炳宰發現特務的背包，根據外國人提供的訊息，得出密碼後開啟背包。 - 本次任務：進入麵包工廠主機房，利用USB找回被背叛者洩漏的黑塔情報訊息。 - 六人分成兩組行動。 - 姜鎬童、金東炫、神童、P.O→夜班組，進入監控室協助遊戲組獲勝，並找出被抓走的特務夥伴。(宿舍→麵包工場) - 柳炳宰、金鍾旼→遊戲組，進入秘密遊戲室，找到鎖定裝置的鑰匙，並進入主機房找回黑塔情報。(宿舍→一般遊戲室) | 結果 全員逃脫成功 總耗時為4小時30分鐘以後。 |
| 10     | 2020年5月24日 | 麵包工廠              | 內容 - 姜鎬童、金東炫、神童、P.O從麵包工場→更衣室→監控室→手術室→被關進倉庫 - 柳炳宰、金鍾旼從一般遊戲室→秘密遊戲室→VIP等候室→會長室的通風口→主機房 - 柳炳宰、金鍾旼從倒下的黑道組織成員中獲得倉庫鑰匙，解救被關住的姜鎬童、金東炫、神童、P.O，出口逃脫成功 | 結果 全員逃脫成功 總耗時為4小時30分鐘以後。 |
| 11     | 2020年5月31日 | 回到京城              | 內容 - 全員進入房間後開場。 - 柳炳宰認為地圖上的圖釘應轉換為國家號碼，金東炫推測國家的首字母按照字母表(由A→C)排列即為密碼順序，得出金庫門密碼。 - 金庫內的信件上寫著數字：5494260783，藉由姜鎬童發現隱藏在相框後的暗號文字，對照後打開門出現時光機。(全員從2020年5月4日→1919年2月28日京城) - 協助將先生的信件送給花火酒館的老闆，只要成員協助老闆，老闆就會幫助成員回到原來的地方。 | 結果 未完待续 總耗時為5小時45分鐘。         |
| 12     | 2020年6月7日  | 回到京城              | 內容 - 六人分成兩組行動。 - 姜鎬童、金東炫、柳炳宰→前往當鋪領取秘密文件。 - 金鍾旼、神童、P.O→前往酒館與密探會面並拿取包包。 - 先生告知他是鐵房會的成員，博士因政治因素將面臨死亡危機，需等待成員解救，未完待續...(全員從1919年2月28日京城→博士所在的時代) | 結果 未完待续 總耗時為5小時45分鐘。         |
| 導演版 | 2020年6月14日 | 介紹過去的設計        | 介紹過去的設計 | 介紹過去的設計                              |

## 收視率
| 集數       | 播出日期   | AGB尼爾森收視率  | AGB尼爾森收視率 | AGB尼爾森收視率 | AGB尼爾森收視率 |      |
| 集數       | 播出日期   | 大韓 民國 (全國) | 有線台 排行     | 有線台 排行     | 首爾 (首都圈)   |      |
| 集數       | 播出日期   | 大韓 民國 (全國) | 所有節目        | 綜藝節目        | 首爾 (首都圈)   |      |
| ---------- | ---------- | ---------------- | --------------- | --------------- | --------------- | ---- |
| 1          | 2020/03/01 | 2.740%           | 15              | 1               |                 |      |
| 2          | 2020/03/08 | 2.333%           | 16              | 2               | 2.756%          |      |
| 3          | 2020/03/15 | 2.767%           | 13              | 2               | 3.181%          |      |
| 4          | 2020/03/22 | 2.272%           | 18              | 2               |                 |      |
| 5          | 2020/03/29 | 2.871%           | 9               | 1               | 3.051%          |      |
| 6          | 2020/04/05 | 2.958%           | 5               | 1               | 3.543%          |      |
| 特輯       | 2020/04/12 | 1.345%           | 20^             | 3               |                 |      |
|            | 2020/04/19 | 停播             | 停播            | 停播            | 停播            | 停播 |
| 2020/04/26 |            | 停播             | 停播            | 停播            | 停播            | 停播 |
| 7          | 2020/05/03 | 2.705%           | 2               | 1               | 3.133%          |      |
| 8          | 2020/05/10 | 2.566%           | 2               | 1               | 2.728%          |      |
| 9          | 2020/05/17 | 2.633%           | 2               | 1               | 2.824%          |      |
| 10         | 2020/05/24 | 2.717%           | 2               | 1               | 3.062%          |      |
| 11         | 2020/05/31 | 2.570%           | 2               | 1               | 2.682%          |      |
| 12         | 2020/06/07 | 2.528%           | 3               | 1               | 3.000%          |      |
| 導演版     | 2020/06/14 | 1.748%           | 12              | 4               | 1.782%          |      |

## 提名及獲獎列表
| 年度   | 頒獎典禮           | 獎項            | 入圍者                 | 結果 |
| 2020年 | 第56届百想艺术大奖 | 电视部门 艺术奖 | Jeong Yeon-wook (美術) | 獲獎 |

## 備註
1. ↑  若成員逃脫後沒有顯示總耗時，則以節目接近完結前顯示之時間推算總耗時。
2. ↑  TM-000，最初代時光機。
3. ↑  上面寫著「TIME is GOLD」。
4. ↑  TM-001運行方法
  1. 將燃料桶放入燃料注入口
  2. 輸入時間（不輸入時間的話會隨機）
  3. 按下GO按鈕便開始移動
5. ↑  時間旅行 注意事項
  1. 不可空間移動
  2. 過去改變的話，未來也會發生改變
  3. 要在12小時內返回
  4. 返回時需要原來的時間的代碼
6. ↑  裝著未用過的燃料桶。
7. ↑  絕對不會停止且不會出錯的時鐘，由金泰任博士（同為時光機的製造者）製作。
8. ↑  一條形狀為數字2，另一條寫著「938」。
9. ↑  信的內容為「To Heaven （页面存档备份，存于）」的歌詞。
10. ↑  博士妻子的遺物，形狀為根號。
11. ↑  上面寫著「即便只有真心 也不能觸摸」
12. ↑  在信中歌詞找到「即便只有真心 也不能觸摸」裡的任何一字，打開時光機的相對應開關。全員留下信給金泰任博士。
13. ↑  為金泰任博士留給大逃脫六人的話，最後提示英文鍵盤密碼為「□IM□ is □O□□」。
14. ↑  曾為PDS感染者，後治療成功，並非喪屍。
15. ↑  接續大逃出「巫師天海明的別墅」、大逃出 (第二季)「曹馬特奧精神病院」
16. ↑  拼圖
17. ↑  天海明系列出現過的字體
18. ↑  推測為女鬼
19. ↑  天海明的親兒子
20. ↑  該字為「王」
21. ↑  書的書脊寫著「Frey/Greif·Sozialpsychologie」
22. ↑  該字為「U」以及「人」
23. ↑  與找到的字符合
24. ↑  救我性命的人是誰？是天馬少爺。救了我的靈魂又破壞的人是誰？是天馬少爺。跟隨天馬少爺的人是什麼人？是善良的人。不跟隨天馬少爺的人是什麼人？是聰明人。你是誰？是善良又不聰明的人
25. ↑  讓千名冤魂犧牲，就能永生不滅
26. ↑  大逃脫2「曹馬特奧精神病院」
27. ↑  密碼為1403
28. ↑  影片內容為愛鬼會會員拿著提示字符的紙，開門時被天馬少爺殺害
29. ↑  仁不人，切不刀，罪不非，百不白
30. ↑  不知道天馬少爺什麼時候會出現，注意鎖門
31. ↑  逃出者CHECK LIST
  1. 摘符咒
  2. 鎖門
  3. 小心天馬少爺。
32. ↑  大逃出首播的日子
33. ↑  可以分辨黑暗環境
34. ↑  柳炳宰、姜鎬童、金鍾旼、P.O為小賣部；神童、金東炫為倉庫
35. ↑  裝上電池後發現一段錄音，內容為記者對當地警察反映在樂園中已有數起通報女性失蹤之案件，並請姜警官協查
36. ↑  密碼為：0852*
37. ↑  調查女性失蹤案件的警察。
38. ↑  密碼為：1875
39. ↑  1-1-1、1-4-3、1-4-4、3-3-6、3-5-4、3-9-1、4-3-1、4-7-6。
40. ↑  密碼為：108。
41. ↑  雖然黑塔因安全問題已被廢除，但從黑塔獲得的情報依然被研究，有位開發者背叛了單位，將研究資料洩漏給黑道組織。
42. ↑  大逃出第二季第一期：未來大學。
43. ↑  獲得鎖定裝置的鑰匙。
44. ↑  成功找回被洩漏的黑塔情報。
45. ↑  圖釘的所在國家(從地圖左側開始羅列)：中國、澳洲、巴西。
46. ↑  中國：86、澳洲：61、巴西：55。
47. ↑  密碼為：615586
48. ↑  抵達京城後即被日本軍扣押，途中被水光先生所救。
49. ↑  全员必须在12小时内回到现代。
50. ↑  秘密文件為己末獨立宣言書。
51. ↑  河錫辰 特别出演。
52. ↑  包包內的物品為太極旗刻板。
53. ↑  鐵房指的是時光機；鐵房會由金泰任博士的追隨者們所創建，目的是為了守護時光機的存在。
54. ↑  受COVID-19疫情影响，製作組推遲錄製日程，因此節目將停播，改播超大型體育綜藝《Cash Back》[8]。

## 外部連結
- 官方網站 （页面存档备份，存于）
- 官方YouTube （页面存档备份，存于）
- 官方Instagram
- NAVER上《大逃出》的資料
- Daum上《大逃出》的資料

| · 星期日 22:40 – 00:15 (次日) (KST) | · 星期日 22:40 – 00:15 (次日) (KST) | · 星期日 22:40 – 00:15 (次日) (KST) |
| ----------------------------------- | ----------------------------------- | ----------------------------------- |
|                                     | 大逃出3 （2020.03.01 – 2020.06.14） |                                     |
| 喵是假的（2020.01.05 – 2020.02.16） | Cash Back                           |                                     |

| 臺灣 / 香港 / 马来西亚 / 新加坡 / 印度尼西亞 / 菲律賓 / 緬甸 / 泰國 / 柬埔寨 · tvN Asia 星期六 22:50 - 00:20(UTC+8) · 不播导演版 | 臺灣 / 香港 / 马来西亚 / 新加坡 / 印度尼西亞 / 菲律賓 / 緬甸 / 泰國 / 柬埔寨 · tvN Asia 星期六 22:50 - 00:20(UTC+8) · 不播导演版 | 臺灣 / 香港 / 马来西亚 / 新加坡 / 印度尼西亞 / 菲律賓 / 緬甸 / 泰國 / 柬埔寨 · tvN Asia 星期六 22:50 - 00:20(UTC+8) · 不播导演版 |
| --- | --- | --- |
| | 大逃出3 （2020年3月7日 – 2020年6月13日）                                                                                         | |
| — | — | |